# Setkání s podepisováním klíčů
Setkání s podepisováním klíčů (anglicky key signing party) je v kryptografii událost, na které se sejdou lidé, kteří si chtějí navzájem podepsat své veřejné klíče pro asymetrickou kryptografii a vytvořit tak síť důvěry, která usnadňuje využití PKI (anglicky Public Key Infrastructure).

## Popis organizace setkání
Uživatelé si navzájem podepisují své veřejné klíče (viz digitální certifikát), aby třetí straně naznačili, komu důvěřují. Věříte-li tomu, kdo cizí klíč podepsal, můžete následně důvěru přenést na držitele podepsaného klíče. Takto se vytvářejí sítě důvěry (anglicky web of trust).
Držitelé klíčů organizují setkání, na kterých si můžete fyzicky ověřit totožnost ostatních a následně jim podepsat jejich veřejný klíč a vyjádřit tak jejich veřejným klíčům svoji důvěru.
Na takové setkání uživatelé nenosí počítače, aby zamezili možnosti kompromitace (zcizení) svých privátních klíčů. Tím také udrží snáze pozornost při ověřování všech údajů, které jsou nutné pro vytvoření skutečně důvěryhodné sítě důvěry.
V nejčastěji volené formě setkání účastníci přinesou vlastnoručně vytištěné základní údaje o svém veřejném klíči (identifikátor a popis klíče; což je identifikační číslo a vlastní jméno s elektronickou adresou) a jeho výtah (hash) provedený všeobecně používanou funkcí (SHA, ne však MD5 z důvodu jejích známých slabých míst, tzv. kolizím). Tyto lístky si účastníci vymění a při předávání si navzájem důkladně ověří své identity (pomocí občanských průkazů a podobně). Na důkladném prověření identit účastníků velmi záleží, protože jinak může být síť důvěry velmi vážně narušena. Následně každý účastník vystoupí a údaje o svém klíči včetně výtahu přečte, přičemž všichni ostatní si údaje na získaných lístcích kontrolují a úspěšně zkontrolované klíče si na lístcích označí. Pak se účastníci rozejdou.
Teprve po skončení setkání účastníci jednotlivě v bezpečném soukromí získají dle svých záznamů na lístcích veřejné klíče účastníků (z tzv. klíčových serverů - keyserver), porovnají je se zapsanými údaji ze setkání a teprve pak digitálně podepíší pomocí svého privátního klíče. Podepsané veřejné klíče obratem nahrávají zpět na klíčové servery, aby je mohli podepsat ostatní účastníci. Není nutné, aby každý podepsal klíče všech ostatních účastníků.
Sítě důvěry mezi klíči je možné graficky znázornit a dále z nich usuzovat na míru důvěryhodnosti jednotlivých klíčů. Sítě důvěry tak zjednodušují digitálně zabezpečenou komunikaci mezi mnoha účastníky, kteří nemusí ověřovat jednotlivě všechny používané klíče. Zároveň není potřeba využívat specializovaných certifikačních autorit (CA), jejichž spolehlivost neumí přímo posoudit a ověřit. Zatímco důvěra mezi CA je přísně hierarchická, sítě důvěry pracují s modelem distribuované důvěry.
Spolu s existencí sítí důvěry by majitelé podepsaných klíčů měli dbát na zneplatnění (revokaci) svých klíčů okamžitě po jejich kompromitaci (tj. při podezření na únik svého privátního klíče nebo příslušné heslové fráze). Pro omezení počtu revokací mají klíče omezenou platnost (např. 2 až 5 let).